# Битка код Монтемађора
Битка код Монтемађора одиграла се 4. маја 1041. год, на реци Офанто близу Кане у Византијској Италији, између Ломбардско-Норманских побуњеничких снага и Византијског царства. Напад је предводио норманин познат као Вилијам Гвоздена рука, који је представљао део велике побуне, против Михалила Докенианоса, византијског катепан Италије. Трпећи велике губитке за време битке, византијци су на крају били поражени, а њихове преостале снаге су биле принуђене да се повуку у Бари . Докенианос је био замењен и премештен на Сицилију што је била последица битке коју је изгубио. Победа у бици помогла је норманима да повећају залихе и снабдевање свим ресурсима, као и обнављање приливања таласа новог војника који су се придружили побуни.

## Позадина
Битка је вођена од 4. маја 1041. год, мање од два месеца након битке код Оливета, прва битка обновљене побуне ломбардско–норманских снага против Византијског царства била је подстакнута од стране Ардуина Ломбарда. Битка код Оливета је била прва битка између Нормана и још од битке код Кане из 1018. год, али је исход овога пута промењен од византијске победе у византијски пораз.
Док су се Нормани првобитно само борили као плаћеници у Италији, они су почели да значајно повећавају сопствену контролу за време побуне из 1041. године, и почели да стварају упоришта на територијама које су приграбили за саме себе, након битке код Монтемађора. Место на коме се одиграла битка било је на реци Офанто близу Канеали је име планине Монтемађоре обично коришћено да означи битку која се одиграла 1041. године.

## Битка
Нормански напад код код Монтемађора предводио је вилијам гвоздена, кога су иначе изабрали за предводника нормана. У походу су учествовала и два Вилијамова млађа брата, Дрого и Хемфри. Нормански контингент је добио значајно појачање након претходне битке код Оливента, пошто су нове помоћне снаге савезничких Ломбарда и плаћеници које су ангажовали Нормана из Салерна и Аверса, предвођени Раинулфом Дренгом, подупрели њихове редове. Речено је да је војска сачињена од Ломбард-Нормана укључила 2.000 Норманових витезова, што савремени историчари сматрају надуваним бројем, поред Ломбардске пешадије и тешких коњичких формација. Историчар Ричард Хумбле је навео бројност војске на 700 витезова Нормана и око 1.300 војника, приближно удвостручио број који је оценио Гордон С. Бровн за претходну битку код Оливенту.
Византијски капетан, Михајло Докеиан, сусрео се са Норманима са бројчано већом војском. Његова војска тврди да је укључила 18.000 мушкараца према аналима Барија (Annales barenses), али је њу Браун проценио на "неколико хиљада" (код Оливента). Војска је била подељена на два реда и састојала се од свежих војника из Азије и враћених војника са Сицилије. Византијске снаге су укључивале и Варјашку гарду у којој су се налазили људи из Норвешке, на челу са будућим норвешким краљем Харалдом Хардрадом, и биле су морално подстакнуте присуством два епископаа грчког обреда из Троје и Офанта.
Нормани су нападали Византинце на почетку колоне из бочних праваца, што је довело до тога да се прва линија повлачила до друге, што је за последицу имало конфузију међу Византијанцима. Вилијам је патио од грознице и у почетку је гледао борбу са брда, али се на крају придружио бици када га је савладало узбуђење. Велики број Византијских војника, укључујући и два епископа, утопио се у Офанту покушавајући да побегне.Нарочито велики број Варијага такође је пао у борби, а Византинци су на крају били поражени у бици. Норманска победа је нарочито приписана допуни снага у виду тешке коњице Нормана.

## Последице
Када је византијска војска уништена, Михајло Докеиан се вратио у луку Бари, тражећи нова појачања са Сицилије. Уместо тога, Докеиан је пребачен на Сицилију и заменио га ексавгуст Боиоанес. Победа код Монтемађора је омогућила Норманима стицање прве веће количине ратног плена, укључујући војну опрему, коње, шаторе, драгоцене тканине, као и златне и сребрне посуде. Обогаћивање војника, је заузврат, привукло више витезова да се придруже побуни. Након Ломбардско-норманске побуне 1041, следила је трећа и последња битка, битка код Монтепелоса у септембру.